# Europäische Politische Gemeinschaft (1952)
Die Europäische Politische Gemeinschaft (EPG) war der erste Versuch, eine umfassende politische Integration europäischer Staaten zu verwirklichen. Teilnehmen sollten die sechs damaligen Mitglieder der Europäischen Gemeinschaft für Kohle und Stahl (EGKS oder auch „Montanunion“). Das Projekt scheiterte jedoch letztlich am Widerstand der französischen Nationalversammlung im Rahmen der Ratifizierung der Europäischen Verteidigungsgemeinschaft (EVG).
Am 9. Mai 2022 schlug der französische Präsident Emmanuel Macron eine neue Europäische Politische Gemeinschaft als neue europäische Organisation aus europäischen demokratischen Staaten vor, die am 6. Oktober 2022 gegründet wurde.

## Vorgeschichte
Am 10. September 1952 beschlossen die Außenminister auf der Tagung des Rates der EGKS, dass eine Verfassung für eine zu schaffende „Europäische Politische Gemeinschaft“ ausgearbeitet werden solle. Diese sollte die bereits bestehenden Zuständigkeiten der EGKS im Bereich der Montanindustrie mit der geplanten Europäischen Verteidigungsgemeinschaft im Bereich Verteidigung verknüpfen (siehe Pleven-Plan). Außerdem sollte sie die Außenpolitik der Mitgliedsstaaten koordinieren und einen gemeinsamen Binnenmarkt schaffen. Damit hätte sie die Montanunion bereits Mitte der 1950er zu einer echten politischen Union, ähnlich der heutigen Europäischen Union, gemacht.

## Verhandlungen und Scheitern des Projekts
Der 117 Artikel umfassende Verfassungsentwurf, der am 10. März 1953 von der Versammlung der EGKS dem Rat vorgelegt wurde, sah neben einem direkt gewählten Europäischen Parlament mit zwei Kammern auch einen Exekutivrat, einen Rat der nationalen Minister, einen Gerichtshof und einen Wirtschafts- und Sozialrat vor. Insgesamt stellt der Entwurf damit eine Mischung aus supranationalen und föderativen Elementen dar und reichte nah an die (schon 1946 etwa von Winston Churchill formulierte) Idee eines Europäischen Bundesstaates bzw. der Vereinigten Staaten von Europa heran.
Der Entwurf für die EPG wurde zunächst von allen Mitgliedstaaten gebilligt. Die Verhandlungen von 1953 über die Reichweite der EPG führten jedoch zu keinem Abschluss. Im März 1954 schlug Frankreich eine Vertagung der Verhandlungen vor, stieß dabei aber auf keine Zustimmung. In der französischen Nationalversammlung scheiterte schließlich am 30. August 1954 die Ratifikation des Vertrags über die Europäische Verteidigungsgemeinschaft. Damit war auch der EPG die Grundlage entzogen.
Stattdessen wurden auf der Konferenz von Messina und dem nachfolgenden Spaak-Bericht die Europäische Wirtschaftsgemeinschaft (EWG) und die Europäische Atomgemeinschaft (EAG oder auch „Euratom“) auf den Weg gebracht.